# Moi j'attends Adèle / Si je t'envoie des fraises
 (juin 2019).
Moi, j'attends Adèle / Si je t'envoie des fraises est un album de Pierre Perret sorti en 1958 chez Barclay (80 080).

## Liste des titres
| 1.    | Qu'elle était jolie, qu'elle était belle | 2:09 |
| 2.    | Le Prince                                | 1:52 |
| 3.    | Le Poulet                                | 1:27 |
| 4.    | Le Moulin à café                         | 1:47 |
| 5.    | Moi, j'attends Adèle                     | 1:43 |
| 6.    | Si je t'envoie des fraises               | 2:19 |
| 7.    | Si j'étais veuf                          | 2:17 |
| 8.    | C'est mon cœur                           | 2:09 |
| 9.    | La Gamme                                 | 1:52 |
| 17:35 |                                          |      |

## Crédits
- Paroles : Pierre Perret
- Musiques : Rémy Corazza et Pierre Perret
- Accompagnements : François Charpin et son Trio